# День сім'ї, любові і вірності
День сім'ї, любові і вірності (рос. День семьи, любви и верности) — свято в Російській Федерації, яке відзначають 8 липня, приурочене до дня пам'яті святих князя Петра і його дружини Февронії за юліанським календарем. Офіційно встановлено, як свято, у Росії указом Президента від 28 червня 2022 року.

## Історія
У 1990-х роках в Муромі — місті Володимирської області, після радянської секуляризації було відроджено шанування православних святих Петра і Февронії, російських православних святих, померлих 8 липня 1228 року. На початку 2000-х років рішенням муромсmкого мера Валентина Качевана до дня Петра і Февронії було вперше приурочено святкування дня міста. Перенесення світського свята градоначальник мотивував збереженням історичного вигляду міста: до дати урочистих заходів були прив'язані терміни закінчення робіт по реставрації муромсmких церков. У наступні роки місцева адміністрація намагалася популяризувати день Петра і Февронії, як альтернативу дня Святого Валентина, але самостійно не змогли домогтися успіху .
У 2006 році з ініціативи міської влади жителі Мурома зібрали 15-20 тисяч підписів під зверненням про «Всеросійський день подружньої любові і сімейного щастя (в пам'ять благовірних князів Петра і Февронії Муромських)», в якому закликали оголосити 8 липня всеросійським святом, присвяченим моральним і духовним сімейним цінностям. Напередодні Водохреща 18 січня 2008 року голова Рахункової палати, почесний громадянин Мурома і глава опікунської ради Спасо-Преображенського монастиря Сергій Степашин, настоятель монастиря ігумен Кирило (Єпіфанов) та інші державні і громадські діячі підписали комюніке про заснування свята. Ініціативу підтримали регіональні керівники і громадські діячі, Державна дума, Рада Федерації і Російська православна церква .
Всеросійське свято, що отримало назву «День сім'ї, любові і вірності», вперше відбулося 8 липня 2008 року. Його організатором став Фонд соціально-культурних ініціатив, очолюваний Світланою, дружиною третього президента Росії Дмитра Медведєва. Далі свято стало відзначатися щорічно. За зйомку свята відповідає компанія " Червоний квадрат ", телемовцем виступає Перший канал .

## Святкування

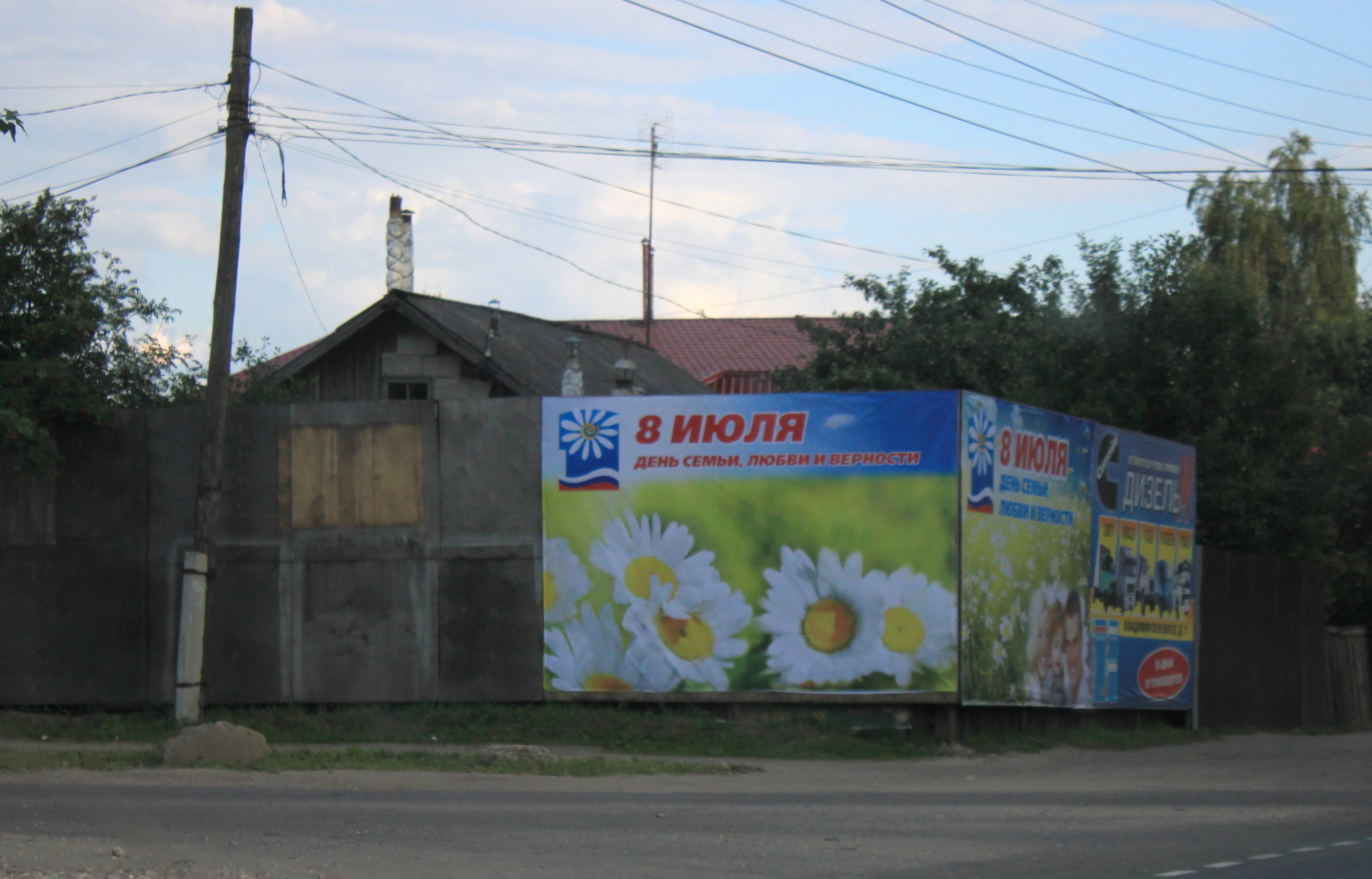
Агітаційний плакат свята, 2014 р.

Головні урочистості традиційно проходять в Муромі 8 липня або в попередній святу вихідний, якщо дата припадає на будні. У місті проходять концерти, проводяться торгові і ремісничі ярмарки, відкриваються анімаційні майданчики для дітей, а святковий вечір відзначається гала-концертом і святковим феєрверком. Світлана Медведєва майже щороку приїжджає на свято в Муром, іноді її супроводжує чоловік.
Напередодні святкування в 2016 році депутати Державної думи від партії ЛДПР Ярослав Нілов і Олексій Діденко внесли в парламент законопроєкт про оголошення 8 липня вихідним днем. Профільний думський комітет ухвалив рішення, що введення неробочого дня скоротить фонд робочого часу і погано позначиться на виробництві та витратах бюджету, через рік законопроєкт був відхилений в першому читанні.

### Нагорода
Важлива частина заходів 8 липня — вручення медалі «За любов і вірність», заснованої Організаційним комітетом з проведення Дня сім'ї, любові і вірності в Російській Федерації. На реверсі нагороди зображена ромашка, аверс прикрашений ликами Петра і Февронії і девізом «За любов і вірність сім'ї». Нагороди удостоюються пари, які живуть у шлюбі більше 25 років, «що здобули популярність серед співгромадян міцністю сімейних устоїв» і «виховали дітей гідними членами суспільства». Кандидатів на нагороду рекомендують муніципальна влада, а нагородження проходить на регіональному і федеральному рівні. Окрім медалей, лауреати отримують цінні подарунки від місцевої влади, відповідні «сімейній» тематиці .

## Установка пам'ятників
Укладення Дня сім'ї, любові і вірності поклало початок встановлення пам'ятників Петру і Февронії в багатьох містах Росії. На 2016 рік було встановлено близько 60 пам'ятників, що зробило святих найпопулярнішими героями пам'ятників в Росії XXI століття і «найтиражованими» православними святими в країні. Половина була встановлена в рамках загальнонаціональної програми «У родинному колі», половина — з ініціативи місцевої влади. Велика частина пам'яток в рамках програми була виготовлена по п'яти композиціям випускника Суріковського інституту скульптора Костянтина Чернявського. За словами Чернявського, ініціатором виготовлення перших пам'ятників став співголова програми і генеральний директор Ростех Сергій Чемезов. Спонсором встановлення пам'ятників, як правило, виступають великі компанії (Лукойл, Смоленська АЕС, Курська АЕС, Ростовська АЕС та інші) або місцеві підприємці. Учасники програми стверджують, що пам'ятники приносять реальну користь. Наприклад, за заявою керівника проєкту по установці скульптур Віталія Брутмана, після появи пам'ятника в Сочі в місті істотно скоротилася кількість абортів .